# Eliezer Raphael Malachi
Eliezer Raphael Malachi (geboren 3. März 1895 in Jerusalem, Osmanisches Reich, als Eliezer Raphael Engelman; gestorben 2. April 1980 in New York City) war ein US-amerikanischer Bibliograf. 

## Leben
Eliezer Raphael Engelmans Eltern starben früh, und er wuchs bei den mütterlichen Großeltern auf. Er begann schon sehr früh zu schreiben und publizierte eine Geschichte der hebräischen Presse. 1912 ging er als Siebzehnjähriger nach Europa, um dort zu studieren, ließ sich schließlich aber in den USA in New York City nieder. Er schrieb für jiddische Zeitungen und die  hebräischsprachige Monatszeitschrift Hatoran und begann mit einer Übersicht der hebräischen Presseerzeugnisse in den USA und einer Bibliografie der Schriften von Mendele Moicher Sforim. Später schrieb er für das hebräische Wochenmagazin Hadoar und die jiddischen YIVO-bleter. Malachi verfasste eine Vielzahl von Bibliografien zu Wissenschaftlern und Schriftstellern, in der Fraye arbeter-shtime schrieb er über die Anarchisten Rudolf Rocker und über Avrom frumkin un zayn mishpokhe (und seine Familie). Er erarbeitete Bibliografien über die hebräische und die jiddische Presse in den USA. Malachi gab die Briefe von David Frischmann heraus. Für die 1955 erschienene aramäisch-hebräische Bibelkonkordanz von Solomon Mandelkern und Chaim Mordecai Brecher schrieb er einen Beitrag über hebräische Lexikografie und erhielt dafür den Louis Lamed Prize.  
Malachis Nachlass ging an das „Ben-Zvi Institute“ in Jerusalem.

## Schriften (Auswahl)
- (Hrsg.): Igrot Daṿid Frishman. New York: Frishman, 5687 [1927] (David Frischmann Briefe)
- Massot u-Reshimot. Aufsatzsammlung. New York : Ogen, 1937
- Ẓilelei ha-Dorot. Aufsatzsammlung. New York : Ogen, 1940
- Rudolf Rocker, der Schreiber und Redakteur – Rudolf roker – der shrayber un redaktor, in: Fraye arbeter shtime, New York, 1973. Übersetzung aus dem Jiddischen von Rocker Revisited, 2014, bei Anarchismus.at